# Пеннер, Стенфорд Соломон
Стенфорд Соломон Пеннер (англ. Stanford Solomon Penner; 5 июля 1921, Унна, Германия — 15 июля 2016) — американский учёный, профессор инженерной физики и директор Центра энергетики и исследований горения в Университете Калифорнии, Сан-Диего. Известен своими исследованиями по горению, прикладной спектроскопии и теплофизике.

## Биография
Пеннер (имел дружеское прозвище «Sol») приехал в Соединенные Штаты в 1936 году, в 1943 году получил американское гражданство. В Юнион Колледже в городе Скенектади, Нью-Йорк, получил степень бакалавра по химии (1942), в Университете штата Висконсин получил степень магистра (1943), а затем степень доктора наук (1946) по физической химии. Научными руководителями Пеннера считаются Т. фон Карман и Ф. Даниэльс. Выполнение дипломной работы было прервано на некоторое время в 1944-45 годах, когда он работал в баллистической лаборатории по военным заказам.
С 1947 по 1964 год работал в Калифорнийском технологическом институте, сначала в качестве старшего научного сотрудника в Лаборатория реактивного движения, затем в качестве профессора. С 1962 по 1964 год — директор Отдела исследований и разработок Института оборонного анализа в Вашингтоне, округ Колумбия. В 1964 году начал сотрудничать с Университетом Калифорнии, Сан-Диего, где он был организатором кафедры факультета аэрокосмических и механических инженерных наук. Был профессором машиностроения до своей отставки в 1991 году, был также заместителем декана по академическим вопросам (1968—1969), директором Института чистой и прикладной физики (1968—1971) и директором Центра энергетики и исследований горения (1974—1990).